# Johannes Kühn
Johannes Kühn (* 19. listopadu 1991 Pasov) je německý biatlonista.
Ve světového poháru zvítězil ve své dosavadní kariéře v jednom individuálním závodě, když triumfoval ve sprintu v rakouském Hochfilzenu v prosinci 2021.
Biatlonu se věnuje od roku 2004. Ve světovém poháru debutoval 13. prosince 2012 v slovinské Pokljuce.

## Výsledky

### Olympijské hry a mistrovství světa
| Sezóna  | Akce | Místo                | SP  | SZ  | HZ  | IZ  | ŠT | SŠT | SZD | Věk    |
| ------- | ---- | -------------------- | --- | --- | --- | --- | -- | --- | --- | ------ |
| 2019/20 | MS   | Anterselva           | 40. | 28. | 10. | 26. | –  | –   | –   | 28 let |
| 2020/21 | MS   | Pokljuka             | 45. | 41. | –   | 24. | –  | –   | –   | 29 let |
| 2021/22 | ZOH  | Peking               | 12. | 33. | 10. | 51. | –  | –   | ×   | 30 let |
| 2022/23 | MS   | Oberhof              | 8.  | 6.  | 21. | –   | 5. | –   | –   | 31 let |
| 2023/24 | MS   | Nové Město na Moravě | 14. | 15. | 14. | 19. | 4. | –   | –   | 32 let |
| 2024/25 | MS   | Lenzerheide          | –   | –   | –   | 12. | 3. | –   | –   | 33 let |

Poznámka: Výsledky z olympijských her se do hodnocení světového poháru nezapočítávají; výsledky z mistrovství světa se dříve započítávaly, od mistrovství světa v roce 2023 se nezapočítávají.

## Vítězství v závodech světové poháru

### Individuální
| Č. | sezóna    | datum             | místo                | disciplína |
| -- | --------- | ----------------- | -------------------- | ---------- |
| 1. | 2021/2022 | 10. prosince 2021 | Hochfilzen, Rakousko | sprint     |